# Транспортна трака
Транспортна трака, тракасто преносило, тракасти конвејер или тракасти транспортер је најважнији део транспортног система. Састоји се од језгра (каркаса) и гуменог омотача. Гумени омотач траке штити језгро од механичких оштећења, дејства атмосферијала и биолошког разарања. Састоји се од горње и доње гумене облоге и гумених заштитних ивица-рубова. Тракасто преносило се у основи састоји од бескрајне гумене или пластичне траке и два бубња, од којих је један погонски, а други служи за затезање траке. Може преносити робу водоравно и косо (понекад и усправно), а угао нагиба зависи од избора покретне траке и сипкости материјала. Покретне траке су битан чинилац у савременој индустрији. Користе се за превоз материјала из једног процеса у други, у сарадњи с различитом превозном и машинском опремом. Важност покретних трака често је занемарена, јер се оне уобичајено проматрају као део опреме који не ствара проблеме и који ради дуго времена без квара. Конструкција покретних трака стално се побољшава, те су постале неизбежан део савремене индустрије и свакодневнога живота. Откриће електрицитета и електричних мотора омогућило је израду покретних трака за превоз материјала и људи у производним постројењима, фабрикама, рудницима, лукама, складиштима, ваздушниом лукама, трговинама, и друго. Индустрије које их користе су аутомобилска, рачунарна и електронска индустрија, пољопривреда, производњи хране и пића, авионска, фармацеутска, хемијска индустрија, за штампање новина и паковање, рударство, металургију и друге.
Данас се у производњи покретних трака уобичајено користе: памук, тканина, кожа, неопрен, најлон, полиестер, полиуретан, уретан, ПВЦ, гума, силикон и челик. Избор материјала узрокован је стварном применом покретне траке. Покретна трака има исто велику примену у унутрашњем превозу. Одликује се повољним својствима, као што су једноставна конструкција, врло мала потрошња енергије у односу на масу превезене робе, миран рад, и друго.

## Историја
Људи се користе начелима покретних трака хиљадама година. Древни народи су, користећи балване као ваљке, превозили тешке терете, попут великих камених блокова за градњу палата и храмова. Прве покретне траке биле су подоста једноставне. Имале су дрвене ваљке и траку која је путовала преко њих. Најраније покретне траке биле су израђене од коже, канваса или гуме. У почетку покретне траке су се користиле само за превоз врећа жита на кратке удаљености, али њихова се конструкција полако побољшавала, тако да су се почеле користити и за преношење тежих терета.
Захваљујући развоју технологије, уместо дрва почео се користити метал, посебно челик, за употребу на вишим температурама и у сврху повећања трајности. У предузећу Сандвик (Шведска) 1901. изумљена је и почела се производити челична покретна трака. Отада се истражују нови, лакши и јефтинији материјали, те су стога многи делови данас израђени од пластике. Међутим употреба пластике није увек могућа, на пример код високих температуре и код трака с тешким условима рада, те се и даље користи челик.
Х. Форд је 1913. у својем погону Рож у Дирборну (Мичиген) увео монтажну линију (текућа врпца) на основи покретне траке, за састављање свог врло популарног аутомобила Модел-Т, што је омогућило велико повећање производње. Време потребно за склапање лимене оплате (сашије или подвозја) смањено је с 12 сати и 30 минута на 2 сата и 40 минута, а од 1914. на 1 сат и 30 минута. У идућих десет година сви произвођачи аутомобила почели су да користе покретне траке за склапање. Тако су оне постале уобичајен начин превоза тешке и велике робе унутар фабрика.
Једна од прекретница у историји развоја покретних трака била је увођење синтетичких материјала за траке. То је почело током Другога светског рата, понајвише због несташице природних материјала попут памука, гуме и платна.

## Објашњење
Покретне траке или тракаста преносила преносе сипки материјал или комадну робу на водоравним или мало нагнутим тракама које су уједно носиви и вучни делови преносила. Трака се креће на носивим ваљцима или ређе на клизној плочи, ваздушно јастуку и магнетном јастуку. Према облику носивих ваљака трака преносила може бити равна или коритаста. Тракаста преносила изводе се као непомична (стационарна), преносива или превозна.
Покретне траке имају широку и разноврсну примену у рудницима, металуршкој и хемијској индустрији, на грађевним и земљаним градилиштима, у прехрамбеној индустрији, пољопривреди, складиштима и промету, где долази у обзир и преношење комадне робе као што су вреће, сандуци, пакети и слично. У индустрији се употребљавају истодобно и као радна подлога (производња на траци). Покретне траке служе за мале масене протоке и кратке удаљености, те за велике протоке (40 000 t/h) и велике дуљине преноса (до 100 km). Тракаста преносила веома су исплатљива преносна средства за велике удаљености.
Таква тракаста цеста (теренско тракасто преносило) дуљине 11  изграђена је у Новој Каледонији где служи за пренос никлове руде из рудника у унутрашњости земље до луке. Годишњи учинак (капацитет) постројења износи 2 000 000 тона, па замењује возни парк од 60 тешких теретњака. Називни учинак тог преносила износи 560 t/h, ширина траке 800 mm, а брзина се може подесити стално од 0 до 3,6 m/s. За погон траке служи електромотор снаге 800 , који окреће бубањ пречника 1 250 mm.
Године 1972. фабрика Круп изградила је у Западној Сахари тракасту цесту дужине око 100 km, која је тада била најдужа на свету. Састојала се од 11 тракастих преносила дужине од 9 до 12 km. Свако преносило има 3 погонска бубња. Трака је широка 1 m, брзина траке 4,5 m/s, а масени проток 2 000 t/h. Укупна погонска снага износи 19 300 kW.
Подела тракасте цесте на појединачна преносила потребна је због ограничене чврстоће траке и ради прилагођавања теренским условима. Што је мање предајних станица, пренос је тракастом цестом исплатљивији, јер су мања улагања и мањи трошкови одржавања. Такав пренос у предности је пред камионским преносом (већа сигурност и мање радника), а и пред преносом помоћу жичара.
Основна скица тракастог преносила приказана је на слици. Брзина траке за комадни материјал износи од 0,5 до 1,5 , a za sipki materijal od 1 do 6 m/s. Нормално су преносила дуга до 500 m, ређе до 5 000 m и више. Успон преносила може досећи однос 1:3. Траке су широке од 0,2 до 2 m (највише до 3,2 m), пречници бубња од 200 до 2 000 mm, а пречници носивих ваљака од 65 до 220 mm. Да би се постигли масени протоци од 30 000 t/h, што је потребно на пример за преношење јаловине у рудницима угља, потребне су траке широке 3 m s брзинама већим од 5 m/s.

### Материјали за израду омотача транспортне траке
Основни материјали за израду омотача транспортне траке су гума или њој слични производи-еластомери. Еластомери су високополимери материјали на бази природног или синтетичког каучука, који и након излагања повишеној температури остају меки и пластични.
Основна подела еластомера је на:
- еластомере добијене из природног каичука
- еластомере добијене из синтетичког каучука

Зависно од области примене и услова експлоатације, гума (еластомер) за облогу транспортних трака израђује се у четири основна хвалитета.

### Материјали траке
Трака је најважнији и најчешће најскупљи део тракастог преносила. Трака може бити од текстила, гуме или полимерних материјала с улошцима као вучним деловима (преносило с меком траком), од жичаног плетива (преносило са жичаном траком) или од челичног лима (преносило с челичном траком).
Текстилне траке од свиле или памука без гумене превлаке употребљавају се ретко, и то за врло лаке материјале, на пример у фабрикама цигарета.
Најраспрострањеније су гумене траке. Вучни је део гумене траке уложак од памука или од полимерних материјала. Уложак је прекривен гуменим плочама дебљине од 1 до 6 мм. Гумене траке за врло велике вучне силе имају уложак од челичне ужади. Траке отпорне на високе температуре, какве се употребљавају у рудницима и металуршкој индустрији, имају улошке омотане синтетичком гумом, поли(винил-хлоридом) и слично. Рачунска затезна чврстоћа траке преносила наводи се у N/mm ширине траке. Она за гумене траке с улошцима од памука износи од 50 до 100 N/mm, од полиамидне свиле 160 до 630 N/mm, а с улошком од челичне ужади од 1 000 до 6 000 N/mm.
За преносила с већим углом нагиба израђују се посебне врсте трака с носивом површином различитих профила, с попречним ребрима или с набораним рубовима и преградама. Угао нагиба преносила с таквим тракама може износити до 70°, док је с глатким тракама зависан од врсте преносивог материјала, а износи до 28°. За још стрмији пренос па све до вертикалног израђују се преносила с две траке. Две мекане траке обликују неку врсту затвореног жлеба којим се преноси материјал. Осим сипког материјала, тракама се може преносити и комадна роба. Једна је од могућности преносила с меканим тракама тракасто преносило с вучним ужетом. Траку преносила носе два вучна челична ужета покретана независним погонским ужетницима. Таква преносила могу бити дуга од 10 до 15 km (с једном траком). Ипак се таква преносила ретко употребљавају због гломазног погона, кратког века трајања вучних ужета (од 3 до 6 месеци) и ограничене ширине траке (до 1 200 mm).
Носиви ваљци, погонски и натезни бубњеви те, ако постоје, утоварни и истоварни уређаји монтирају се на носиву конструкцију преносила. Носива конструкција непокретних (стационарних) преносила причвршћена је на под или на мост за преносила. Носива конструкција може се израдити тако да се преносило може преносити или превозити. Носиви ваљци су уравнотежени (избалансирани) и имају ваљне лежајеве с трајним подмазивањем. Већи се пријеносни учин материјала постиже ако се уместо једног носивог ваљка у слог носивих ваљака сместе 2 до 5 краћих носивих ваљака тако да трака добије коритаст облик с угловима нагиба бокова од 15 до 36°. Доњи, јалови део траке подупире се дугачким носивим ваљком. На местима утовара, где се налазе уређаји за пуњење трака, најчешће се носиви ваљци постављају врло густо и облажу с меканом гумом да би се ублажили ударци.

### Прорачун
Површина попречног пресека материјала на траци мења се са ширином траке B, с обликом траке који одговара размештају носивих ваљака у слогу и с насипним углом на траци у покрету. Претпоставља се да је пресек материјала на равној траци троугао с базом b = 0,9∙B - 0,05 m, те је површина пресека:
{\displaystyle A={\frac {b}{2}}\cdot {\frac {b}{2}}\cdot \tan \beta _{1}={\frac {b^{2}}{4}}\cdot \tan \beta _{1}}
Насипни угао на траци у покрету β1 износи приближно 1/3 од насипног угла на мирној подлози. Коритаста трака омогућава већу површину пресека материјала, те тако и већу добаву преносила уз задату брзину и ширину траке. Будући да је површина пресека материјала сагласна (пропорционална) квадрату ширине b, запремински проток материјала је:
{\displaystyle I_{v}=C\cdot (0,9\cdot B-0,05)^{2}\cdot v}
а масени проток је:
{\displaystyle I_{m}=C\cdot (0,9\cdot B-0,05)^{2}\cdot v\cdot \rho }
где је: ρ - насипна густина материјала, v - брзина кретања материјала, а C - чинилац (фактор) завистан од облика пресека материјала на траци.
Таблица: вредности фактора C за различите облике попречног пресека материјала на траци у покрету:
| Својства носивих ваљака терета                | Облик траке                                   | Облик траке | Облик траке                     | Облик траке                     | Облик траке                     | Облик траке                     | Облик траке                     |
| Својства носивих ваљака терета                |                                               | Равна       | Коритаста - број носивих ваљака | Коритаста - број носивих ваљака | Коритаста - број носивих ваљака | Коритаста - број носивих ваљака | Коритаста - број носивих ваљака |
| Својства носивих ваљака терета                | 2                                             | Равна       | 3                               | 3                               | 3                               | 5                               |                                 |
| Угао нагиба носивих ваљака                    | α                                             | -           | 15°                             | 20°                             | 30°                             | 36°                             | 18°                             |
| Угао нагиба носивих ваљака                    | α1                                            | -           | -                               | -                               | -                               | -                               | 54°                             |
| Насипни угао материјала на траци у покрету β1 | Насипни угао материјала на траци у покрету β1 | 15 - 20°    | 15 - 20°                        | 15 - 20°                        | 15 - 20°                        | 15 - 20°                        | 15 - 20°                        |
|                                               |                                               | 240 - 325   | 450 - 535                       | 470 - 550                       | 550 - 625                       | 585 - 655                       | 600 - 675                       |

Ако је пренос на успону (угао успона δ), потребно је запремински проток, односно масени проток још помножити с фактором смањивања k, који зависи од угла успона δ. За δ = 5 - 30°, k има вредност од 0,99 до 0,80. Додатно смањење од 0 до 50% може настати и због неједнолике расподеле материјала на траци.
Конструкцијом и монтажом потребно је постићи потпуно раван ход на равним деловима (деоницама) и тачно вођење траке завојима преносила. То се може постићи уградњом окретног слоја носивих ваљака с малим ваљцима са стране, уграђеним сваких 20 до 25 m.

### Језгро транспортне траке
Језгро транспортне траке је елемент који траци даје: чврстоћу на затезање, одупире се кидању траке, пружа отпор на ударце, даје ослонац терету који се транспортује, апсорбује кинетичку енергију материјала при утовару, пружа потребну стабилност приликом пословања, центрирања и вођења траке преко ваљака.
С обзиром на врсту материјала уложка разликују се:
- језгра са текстилним улошцима
- језгра са челичним ужадима
- језгра са арамидним влакнима

## Производња транспортних трака
Производња транспортних трака се изводи у неколко технолошких процеса:
1. Прва фаза је производња гумене смеше за облогу транспортне траке, која се састоји у мешању еластомера са адитивима.
2. Следећа фаза је производња облоге транспортне траке ваљањем на календерима или Ролер-Хед уређајима.
3. Паралелно претходним фазама врши се израда језгра траке, која се састоји од плетења језгра, потапање истог у адхезиону гуму и његове вулканизације.
4. На крају се врши вулканизација траке, којом се полупроизводи из претходних технолошких процеса обједињују у финални производ- транспортну траку.